# Willem-Jan Thijssen
Willem-Jan Thijssen (Tilburg, 8 juni 1984) is een Nederlands voetballer die dienstdoet als doelman. Hij doorliep de jeugd van PSV, van waaruit hij in 2004 vertrok naar het eerste team van Fortuna Sittard. In het seizoen 2004-2005 maakte hij hiervoor zijn debuut in het betaald voetbal. Fortuna nam in juli 2009 afscheid van Thijssen, waarna hij verderging in het amateurvoetbal.

## Clubs
| Seizoen | Club            | Competitie     | Wedstrijden | Doelpunten |
| ------- | --------------- | -------------- | ----------- | ---------- |
| 2004/05 | Fortuna Sittard | Eerste divisie | 7           | 0          |
| 2005/06 | Fortuna Sittard | Eerste divisie | 8           | 0          |
| 2006/07 | Fortuna Sittard | Eerste divisie | 5           | 0          |
| 2007/08 | Fortuna Sittard | Eerste divisie | 3           | 0          |
| 2008/09 | Fortuna Sittard | Eerste divisie | 0           | 0          |
| Totaal  | Totaal          | Totaal         | 23          | 0          |